# Fort Ino
Le fort Ino (en russe : форт Ино) ou fort Nikolaïevski (en russe : форт Николаевский) est une fortification côtière russe abandonnée du début du XXe siècle, située sur la rive nord de la baie de la Néva dans le golfe de Finlande. Le fort est proche de l’actuelle localité de Privetninskoïe (dont l’ancien nom était Ino avant 1946) du raïon de Vyborg de l’oblast de Léningrad, en face du fort de Krasnaïa Gorka sur la rive sud. Fort Ino est toujours sous contrôle russe. Les ruines de la forteresse, avec un vaste système de tunnels, sont aujourd’hui abandonnées et sont partiellement accessibles au public.

## Historique
Le fort Ino a été construit en 1909-1916 sur le cap Inoniemi sur l’isthme de Carélie, à l’intérieur des frontières de la province de Viipuri du Grand-duché de Finlande. Il était destiné à protéger la capitale de Petrograd (Saint-Pétersbourg) et la base navale de Kronstadt, et était desservi par un chemin de fer et un port. Le 1er mars 1918, pendant la guerre civile finlandaise, Edvard Gylling et Oskari Tokoi des gardes rouges finlandais cédèrent la forteresse à la Russie soviétique en échange de la ville de Petsamo, dans un traité d’amitié. Cependant, les gardes blancs finlandais, qui sont finalement sortis victorieux de la guerre civile, ont exigé la restitution de la forteresse, sans offrir un retour similaire de Petsamo, et le 24 avril, le 5e régiment Jaeger sous le commandement du major Hugo Österman l’a assiégée. Le 8 mai, l’Allemagne exigea que la Russie soviétique rende le fort à la Finlande, et le gouvernement soviétique, craignant de violer le traité de Brest-Litovsk, retira son soutien à l’équipage. Le 14 mai 1918, l’équipage soviétique détruit les batteries et évacue vers Kronstadt à bord du cuirassé Respublika. Par le traité de Tartu en 1920, la Finlande s’engage à le désarmer complètement dans un délai d’un an.

## Commissaires
- 1917-1918 : Boris Donskoï
- 1918 : K. Artamonov